# Іволгинський район
Іволгинський район (рос. Иволгинский район, бур. Эбилгэ (Ивалгын) аймаг) — адміністративна одиниця Республіки Бурятія Російської Федерації.
Адміністративний центр — село Іволгинськ.

## Адміністративний поділ
До складу району входять 6 сільських поселень:
1. Гільбіринське сільське поселення, адміністративний центр — у. Хурамша;
2. Гурульбинське сільське поселення, адміністративний центр — с. Гурульба;
3. Іволгинське сільське поселення, адміністративний центр — с. Іволгинськ;
4. Нижньо-Іволгинське сільське поселення, адміністративний центр — с. Нижня Іволга;
5. Оронгойське сільське поселення, адміністративний центр — у. Оронгой;
6. Сотніковське сільське поселення, адміністративний центр — с. Сотніково.